# Sonja Hagemann
Sonja Agnes Weyergang Hagemann, född 6 september 1898 i Kristiania, död 17 oktober 1983 i Oslo, var en norsk litteraturvetare, litteraturkritiker och författare.
Hon var Dagbladets första barnbokskritiker, en post som hon innehade från 1946 till 1971. Hon föreslog själv för tidningen att den borde införa litteraturkritik av barnböcker och hade som mål att utveckla en professionell kritik av barnböcker. Hon är framförallt känd för det banbrytande trebandsverket Barnelitteratur i Norge, det första bandet kom 1965 och det sista 1974.
1980 fick hon Norsk kulturråds ærespris.
Sonja Hagemanns barn- och ungdomsbokspris har uppkallats efter henne.